# Carles Tocco
|  | Per a altres significats, vegeu «Carles II Tocco». |

Carles Tocco   (segle XIV - Epir, 4 de juliol de 1429) fou comte de Cefalònia i Zacint del 1381 al 1429.
El 1381 va succeir a son pare Lleonard I Tocco, encara menor. Va estar sota regència de la seva mare Magdalena Buendelmonti fins al 1388. Va ocupar Natolico, Angelocastron i Dragomeste (1405) i Ioànnina i Arta el 1418. Fou dèspota de Romania (senyor d'Acarnània, Etòlia i Epir) del 1418 al 1429. Va ocupar Clarentza el 1421 però la va perdre el 1428. Va ser el més poderós de la nissaga dels Tocco.
Es va casar amb Francesca Acciaiuoli, senyora de Mègara i Sició, filla de Neri Acciaiuoli, duc d'Atenes, senyora de Lèucada i Vonitza el 1430. No va tenir fills legítims; el 1414 va adoptar i nomenar hereu Carles II, fill de son germà Leonardo II Tocco. Els seus fills naturals, i principalment Memnó, van impugnar aquesta decisió. Memnó va demanar l'arbitratge de l'Imperi Otomà. Carles II no va poder vèncer en aquesta guerra de successió: el 1430 els otomans van conquerir Ioànnina i el 1449 Arta.